# 다쓰타 유고
다쓰타 유고(일본어: 立田 悠悟, 1998년 6월 21일 ~ )는 일본의 축구 선수로 현재 파지아노 오카야마에서 수비수로 활동 중이며 2018년 아시안 게임 은메달리스트이다.

## 선수 경력

### 클럽
2017 시즌을 앞두고 고향팀인 시미즈 에스펄스에 입단한 후 2022 시즌까지 6시즌동안 공식전 183경기 3골을 기록하며 2019 시즌 천황배 4강 진출에 기여했다.
그 후 2023 시즌부터 2024 시즌까지 J1리그의 가시와 레이솔에서 활동하며 2023 시즌 천황배 준우승에 일조한 뒤 2025 시즌을 앞두고 창단 첫 J1리그 승격에 성공한 파지아노 오카야마에 합류했다.

### 국가대표팀
일본 U-23 대표팀 소속으로 2018년 AFC U-23 아시안컵과 2018년 아시안 게임에 출전하여 이 중 2018년 아시안 게임에서 2010년 금메달 이후 8년만의 아시안 게임 결승 진출이자 2002년 이후 16년만의 아시안 게임 은메달 획득에 기여했다.
그 후 2019년 코파 아메리카를 앞두고 일본 A대표팀에 전격 합류하여 우루과이와의 2019년 코파 아메리카 C조 2차전에서 후반 42분 이와타 도모키 대신 교체 투입되며 국제 A매치 데뷔전을 치렀으나 이 경기 이후에는 일본 대표팀에 승선하지 못했다.

## 통계
| 일본 | 일본 | 일본 |
| 연도 | 출전 | 득점 |
| ---- | ---- | ---- |
| 2019 | 1    | 0    |
| 통산 | 1    | 0    |